# Kirkjufell
Kirkjufell est une montagne isolée d'Islande, située sur la péninsule de Snæfellsnes.

## Toponymie

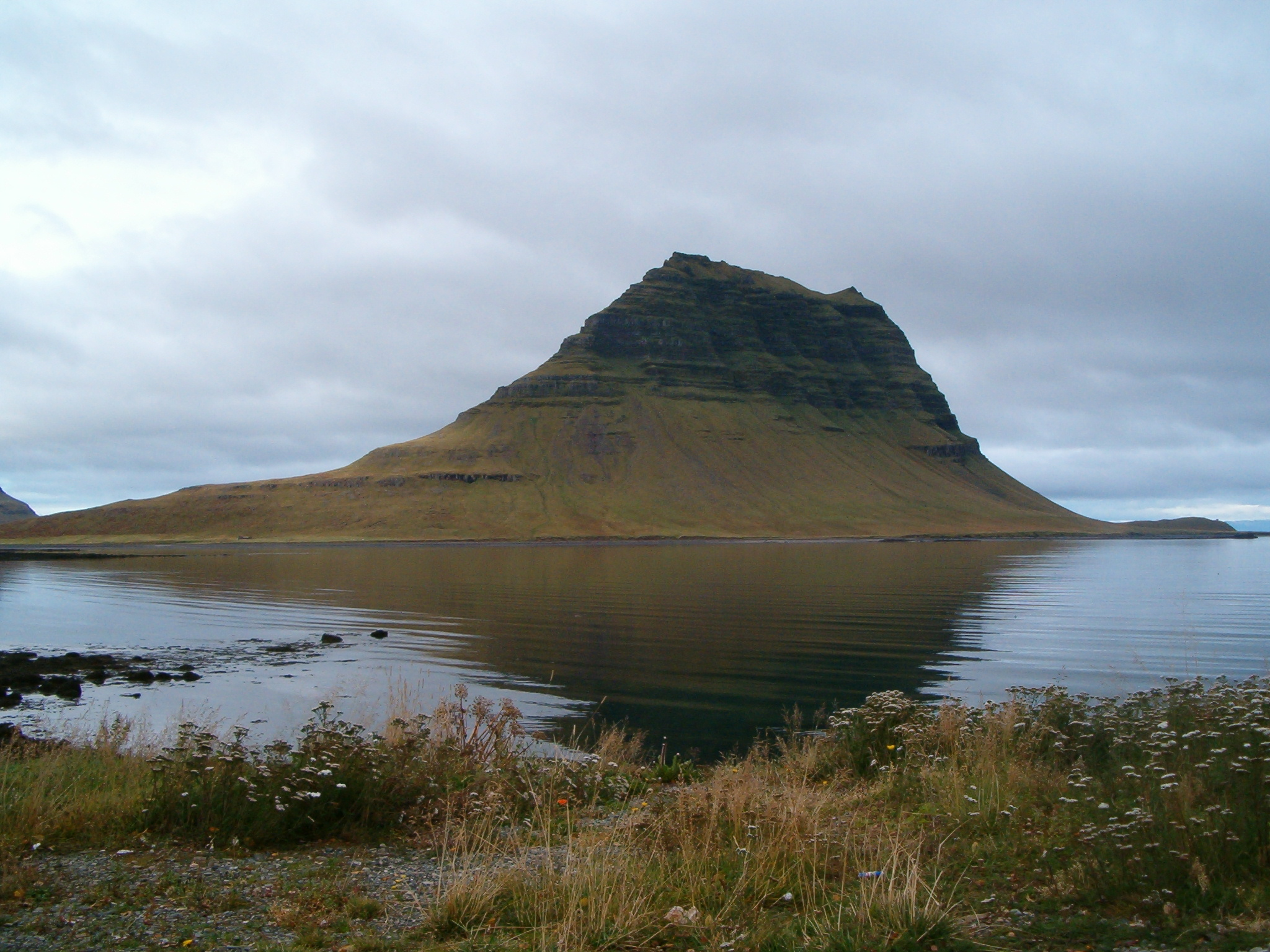
Vue de Kirkjufell depuis Grundarfjörður.

Le nom de Kirkjufell signifie littéralement « montagne église » en islandais, probablement à cause de forme ressemblant à un clocher.
Les marchands danois visitant la région lui donnèrent l'autre nom de Sukkurtoppen (du danois, « sommet de sucre »).

## Géographie

### Localisation
Kirkjufell est située sur la côte nord de la péninsule de Snæfellsnes. Elle occupe elle-même une petite péninsule globalement elliptique, reliée par son bord sud au reste de l'Islande, à deux kilomètres à l'ouest de la municipalité de Grundarfjörður, sur le côté occidental du fjord Grundarfjörður.

### Géologie
Kirkjufell possède des pentes raides sur tous ses côtés, abrasés par les glaciers lors des glaciations.
À son sommet, différentes couches de lave accumulées sont visibles. Elles datent de quelques millions d'années. La montagne appartient au système volcanique Lýsuskarð.